# Детонатор (фільм)
Детонатор (На лезі бритви) — драма 2006 року.

## Сюжет
Секретний агент ЦРУ, що працює під прикриттям, проникає в найбільше злочинне угруповання, пов'язане з нелегальним обігом зброї. У нього зав'язується роман з коханкою ватажка банди. Але відбувається витік інформації і вся ретельно продумана операція валиться. Тепер, щоб врятувати свої життя і довести розробку до кінця, їм доведеться розраховувати тільки на себе..